# Airnorth
Airnorth är ett regionalt flygbolag baserat vid Darwin International Airport i Darwin, Northern Territory, Australien. Flygbolaget verkar i Northern Territory, Queensland, Victoria, Western Australia och Östtimor. 
Airnorth flyget ungefär 330 tusen passagerare per år. 

## Historia
Airnorth grundades år 1978 och startade flygningar 4 juli samma år. Den flög då bara beställningsflygningar och schemalagda flygningar introducerades år 1981. 
I början av september 1999,  flög Airnorth flyg mellan Darwin och Dili på uppdrag av FN:s övergångsförvaltning i Östtimor. I 2000 blev detta flyg ett schemalagt flyg, alltså Airnorths första internationella rutt.

## Destinationer
- Northern Territory
  - Alice Springs Airport
  - Bootu Creek Airport
  - Darwin International Airport
  - Elcho Island Airport
  - Gove Airport
  - Groote Eylandt Airport
  - Tindal / Katherine
  - Maningrida Airport
  - McArthur River Mine Airport
  - Milingimbi Airport
  - Port Keats Airport
  - Tennant Creek Airport
  - The Granites Airport
- Queensland
  - Cairns International Airport
  - Toowoomba Airport
  - Townsville Airport
- Östtimor
  - Presidente Nicolau Lobato International Airport i Dili
- Victoria
  - Melbourne Airport
- Western Australia
  - Broome International Airport
  - Kununurra Airport
  - Perth Airport
  - Truscott-Mungalalu Airport

## Flotta
Från och med Januari 2017 består Airnorths flotta av följande flygplan:
| Flygplan        | I tjänst | Orders | Passengerare |
| --------------- | -------- | ------ | ------------ |
| Embraer ERJ-170 | 5        | 0      | 76           |
| Embraer EMB-120 | 5        | 0      | 30           |
| Metro 23        | 3        | 0      | 19           |
| Totalt          | 13       | 0      |              |